# Conte occitan en Périgord
 (mars 2015).
Si vous disposez d'ouvrages ou d'articles de référence ou si vous connaissez des sites web de qualité traitant du thème abordé ici, merci de compléter l'article en donnant les références utiles à sa vérifiabilité et en les liant à la section « Notes et références ».
Le conte occitan en Périgord est une pratique traditionnelle caractéristique de la Dordogne, en Nouvelle-Aquitaine. 

## Explication
Elle fait référence, autant pour les conteurs que pour l’ensemble de la population locale, à l’utilisation occasionnelle ou quotidienne de la langue occitane. La pratique prend également en compte certaines formes de répertoires, ainsi que le savoir-faire des individus et leur comportement en privé et en public (habitus).
L’Inventaire du patrimoine culturel immatériel en France révèle ainsi des pratiques publiques contemporaines menacées ou réinvesties par un secteur professionnel répondant à un système de collecte-archive-performance et/ou d’observation-immersion-performance. C’est un secteur encore peu développé et qui a du mal à se créer une notoriété dans les nouveaux réseaux publics, parmi lesquels les contes en bibliothèque par exemple.

## Historique
Jusque dans les années 1960, le conte est familial. Le conte facétieux est particulièrement répandu, c’est le type de conte dominant à cette époque et jusque dans les années 1980. En occitan, il se nomme viòrla ou nhòrla. En dehors du cercle villageois, il est parfois joué sur scène, en radio ou dans des festivals, par des conteurs célèbres à l’époque, comme Henri Delage (dit Contaviòrla, 1830-1890), Aimé Jardry (1830-1880), Pierre Boissel (1872-1939), René Lafon (Sarladais) ou encore Jacques Coudon (à Daglan). Leurs contes sont aujourd’hui encore très populaires. 
À présent, ces contes sont bien souvent repris sous forme théâtrale ou réadaptés à la société actuelle. Presque chaque version fait l’objet d’enregistrements, ce qui constitue un répertoire assez important.

## Répertoire
Le répertoire est composé de contes universels (référencés dans Le Conte populaire français de Delarue-Tenèze-Bru ou la classification Aarne-Thompson-Uther parmi lesquels on  retrouve des contes satiriques, omniprésents dans l'expression orale occitane, nommés viòrla ou nhòrla. Cet inventaire est également complété par les compositions des conteurs eux-mêmes, qui se font connaitre au travers de performances scéniques.
La pratique est, par ailleurs, en insensible évolution. Depuis cent ans, les espaces d’expression se déportent du cercle familial et communautaire à la scène, pour aujourd’hui se pérenniser dans ce dernier (même si des conteurs continuent semble-t-il d’exister et peuvent s’exprimer dans les cercles familiaux et amicaux).

## Conteurs contemporains
- Michel Chadeuil : il transmet les contes qu’il a collectés à l’écrit et à l’oral avec une forte tendance à la théâtralisation des contes à l’oral. Il adapte aussi certains contes avec des formes satiriques, donnant un aspect politique. Enfin, il peut adapter d’autres contes dans un esprit plus traditionnel et dans un domaine fantastique et absurde. Il est, aux côtés de Jan dau Melhau et Marcelle Delpastre, le fondateur de la revue Lo Leberaubre. Ensemble, ils incarnent tout un cercle de poètes et écrivains limousins ayant de l’influence jusqu’au Périgord. Parmi eux se trouve aussi Jean Ganiayre. Leur mission est de faire ressortir les mythes populaires et les fondements de la civilisation occitane.
- Monique Burg : elle fut élève de Michel Chadeuil et a fait de nombreuses collectes de contes occitans, qu’elle utilise aujourd’hui dans ses activités de conteuse et de comédienne en occitan.
- Daniel L'Homond : il reprend des contes périgourdins et leur donne un côté fantastique. Ces contes sont disponibles en France comme à l’étranger. Certains aspects historiques sont parfois transformés en légendaires dans certains de ses contes. Daniel L’Homond a la particularité de beaucoup jouer avec la langue occitane.
- Daniel Chavaroche : il a pour spécialité les contes périgourdins comiques et humoristiques. Parfois cet aspect n’est pas dans le conte originel, mais il s’applique à l’introduire dans ses versions[2].
- Claude Seignolle : il a également collecté beaucoup de contes, rassemblé dans des ouvrages de référence sur les contes périgourdins. Ces récits sont très courants dans les foyers en Périgord.